# Matilde di Baviera (1877-1906)
Matilde di Baviera (nome completo Matilde Maria Teresa Enrichetta Cristina Leopoldina; Lindau, 17 agosto 1877 – Davos, 6 agosto 1906) fu principessa di Baviera.

## Famiglia d'origine
Suo padre era il re Luigi III di Baviera (1845-1921), figlio del principe reggente Leopoldo di Baviera (1821-1912) e di Augusta Ferdinanda d'Asburgo-Toscana (1825-1864), nata arciduchessa d'Austria; sua madre era la regina Maria Teresa Enrichetta d'Asburgo-Este (1849-1919), figlia dell'arciduca Ferdinando Carlo Vittorio d'Asburgo-Este (1821-1849) e dell'arciduchessa Elisabetta Francesca d'Asburgo-Lorena (1831-1903).

## Matrimonio
Ebbe vari candidati alla sua mano. Tra questi, il futuro re d'Italia Vittorio Emanuele III, che però sposò la principessa Elena di Montenegro, l'arciduca Francesco Ferdinando d'Austria, erede al trono austro-ungarico, e Giacomo Pio, duca di Madrid.
Il 1º maggio del 1900, a Monaco, Matilde sposò il principe Luigi Gastone di Sassonia-Coburgo-Kohary (1870-1942), figlio minore del principe Luigi Augusto di Sassonia-Coburgo-Kohary (1842-1922) e della principessa Leopoldina del Brasile, figlia a sua volta dell'imperatore Pietro II del Brasile.
Dal matrimonio nacquero due figli:
- Antonio (17 giugno 1901 - 1º settembre 1970), sposò il 14 maggio 1938 Luise Mayrhofer; senza discendenza;
- Maria Immacolata (10 settembre 1904 - 18 marzo 1940, morta nubile.

## Morte
Matilde morì il 6 agosto 1906, a Davos, in Svizzera, di tubercolosi, all'età di 28 anni. I suoi resti sono sepolti nella chiesa dei Santi Pietro e Paolo nel piccolo villaggio di Rieden a nord della sua casa di famiglia a Schloss Leutstetten. Suo marito si risposò l'anno successivo con la contessa Anna di Trauttmansdorff-Weinsberg.

## Ascendenza
|                                          |                        |                                            | Genitori                                    |  |  | Nonni |  |  | Bisnonni                 |  |  | Trisnonni                          |  |
|                                          |                        |                                            |                                             |  |  |       |  |  | Ludovico I Re di Baviera |  |  | Massimiliano I Giuseppe di Baviera |  |
|                                          |                        |                                            |                                             |  |  |       |  |  | Ludovico I Re di Baviera |  |  | Massimiliano I Giuseppe di Baviera |  |
|                                          |                        | Augusta Guglielmina d'Assia-Darmstadt      |                                             |  |  |       |  |  | Ludovico I Re di Baviera |  |  |                                    |  |
| Luitpold di Baviera                      |                        |                                            |                                             |  |  |       |  |  | Ludovico I Re di Baviera |  |  |                                    |  |
|                                          |                        | Teresa di Sassonia-Hildburghausen          | Federico di Sassonia-Altenburg              |  |  |       |  |  |                          |  |  |                                    |  |
|                                          |                        | Teresa di Sassonia-Hildburghausen          | Federico di Sassonia-Altenburg              |  |  |       |  |  |                          |  |  |                                    |  |
|                                          |                        | Teresa di Sassonia-Hildburghausen          | Carlotta di Meclemburgo-Strelitz            |  |  |       |  |  |                          |  |  |                                    |  |
| Luigi III di Baviera                     |                        | Teresa di Sassonia-Hildburghausen          |                                             |  |  |       |  |  |                          |  |  |                                    |  |
|                                          |                        | Leopoldo II di Toscana                     | Ferdinando III di Toscana                   |  |  |       |  |  |                          |  |  |                                    |  |
|                                          |                        | Leopoldo II di Toscana                     | Ferdinando III di Toscana                   |  |  |       |  |  |                          |  |  |                                    |  |
|                                          |                        | Leopoldo II di Toscana                     | Luisa Maria Amalia di Borbone-Napoli        |  |  |       |  |  |                          |  |  |                                    |  |
| Augusta Ferdinanda d'Asburgo-Toscana     |                        | Leopoldo II di Toscana                     |                                             |  |  |       |  |  |                          |  |  |                                    |  |
|                                          |                        | Maria Anna Carolina di Sassonia            | Massimiliano di Sassonia                    |  |  |       |  |  |                          |  |  |                                    |  |
|                                          |                        | Maria Anna Carolina di Sassonia            | Massimiliano di Sassonia                    |  |  |       |  |  |                          |  |  |                                    |  |
|                                          |                        | Maria Anna Carolina di Sassonia            | Carolina di Borbone-Parma                   |  |  |       |  |  |                          |  |  |                                    |  |
| Matilde di Baviera                       |                        | Maria Anna Carolina di Sassonia            |                                             |  |  |       |  |  |                          |  |  |                                    |  |
|                                          | Francesco IV di Modena | Ferdinando d'Asburgo-Este                  |                                             |  |  |       |  |  |                          |  |  |                                    |  |
|                                          | Francesco IV di Modena | Ferdinando d'Asburgo-Este                  |                                             |  |  |       |  |  |                          |  |  |                                    |  |
|                                          | Francesco IV di Modena | Maria Beatrice d'Este                      |                                             |  |  |       |  |  |                          |  |  |                                    |  |
| Ferdinando Carlo Vittorio d'Asburgo-Este | Francesco IV di Modena |                                            |                                             |  |  |       |  |  |                          |  |  |                                    |  |
|                                          |                        | Maria Beatrice di Savoia                   | Vittorio Emanuele I di Savoia               |  |  |       |  |  |                          |  |  |                                    |  |
|                                          |                        | Maria Beatrice di Savoia                   | Vittorio Emanuele I di Savoia               |  |  |       |  |  |                          |  |  |                                    |  |
|                                          |                        | Maria Beatrice di Savoia                   | Maria Teresa d'Asburgo-Este                 |  |  |       |  |  |                          |  |  |                                    |  |
| Maria Teresa Enrichetta d'Asburgo-Este   |                        | Maria Beatrice di Savoia                   |                                             |  |  |       |  |  |                          |  |  |                                    |  |
|                                          |                        | Giuseppe Antonio Giovanni d'Asburgo-Lorena | Leopoldo II d'Asburgo-Lorena                |  |  |       |  |  |                          |  |  |                                    |  |
|                                          |                        | Giuseppe Antonio Giovanni d'Asburgo-Lorena | Leopoldo II d'Asburgo-Lorena                |  |  |       |  |  |                          |  |  |                                    |  |
|                                          |                        | Giuseppe Antonio Giovanni d'Asburgo-Lorena | Maria Luisa di Borbone-Spagna               |  |  |       |  |  |                          |  |  |                                    |  |
| Elisabetta Francesca d'Asburgo-Lorena    |                        | Giuseppe Antonio Giovanni d'Asburgo-Lorena |                                             |  |  |       |  |  |                          |  |  |                                    |  |
|                                          |                        | Maria Dorotea di Württemberg               | Ludovico Federico Alessandro di Württemberg |  |  |       |  |  |                          |  |  |                                    |  |
|                                          |                        | Maria Dorotea di Württemberg               | Ludovico Federico Alessandro di Württemberg |  |  |       |  |  |                          |  |  |                                    |  |
|                                          |                        | Maria Dorotea di Württemberg               | Enrichetta di Nassau-Weilburg               |  |  |       |  |  |                          |  |  |                                    |  |
|                                          |                        | Maria Dorotea di Württemberg               |                                             |  |  |       |  |  |                          |  |  |                                    |  |